# Ariadna kiwirrkurra
Espèce
Ariadna kiwirrkurra est une espèce d'araignées aranéomorphes de la famille des Segestriidae.

## Distribution
Cette espèce est endémique d'Australie-Occidentale.

## Étymologie
Son nom d'espèce lui a été donné en référence au lieu de sa découverte, Kiwirrkurra.

## Publication originale
- Baehr & Whyte, 2016 : The first described male tube-web spider for mainland Australia: Ariadna kiwirrkurra sp. nov. (Araneae: Segestriidae). Zootaxa, no 4189(3), p. 595-599.